# 川渡溫泉車站
川渡溫泉車站 （日语：／ Kawatabi-onsen eki */?）是由東日本旅客鐵道（JR東日本）所經營的鐵路車站，位於日本宮城縣大崎市鳴子溫泉。本站是JR東日本陸羽東線沿線的無人車站，並且位於JR東日本仙台支社的管轄範圍內，由鳴子溫泉車站負責管理。

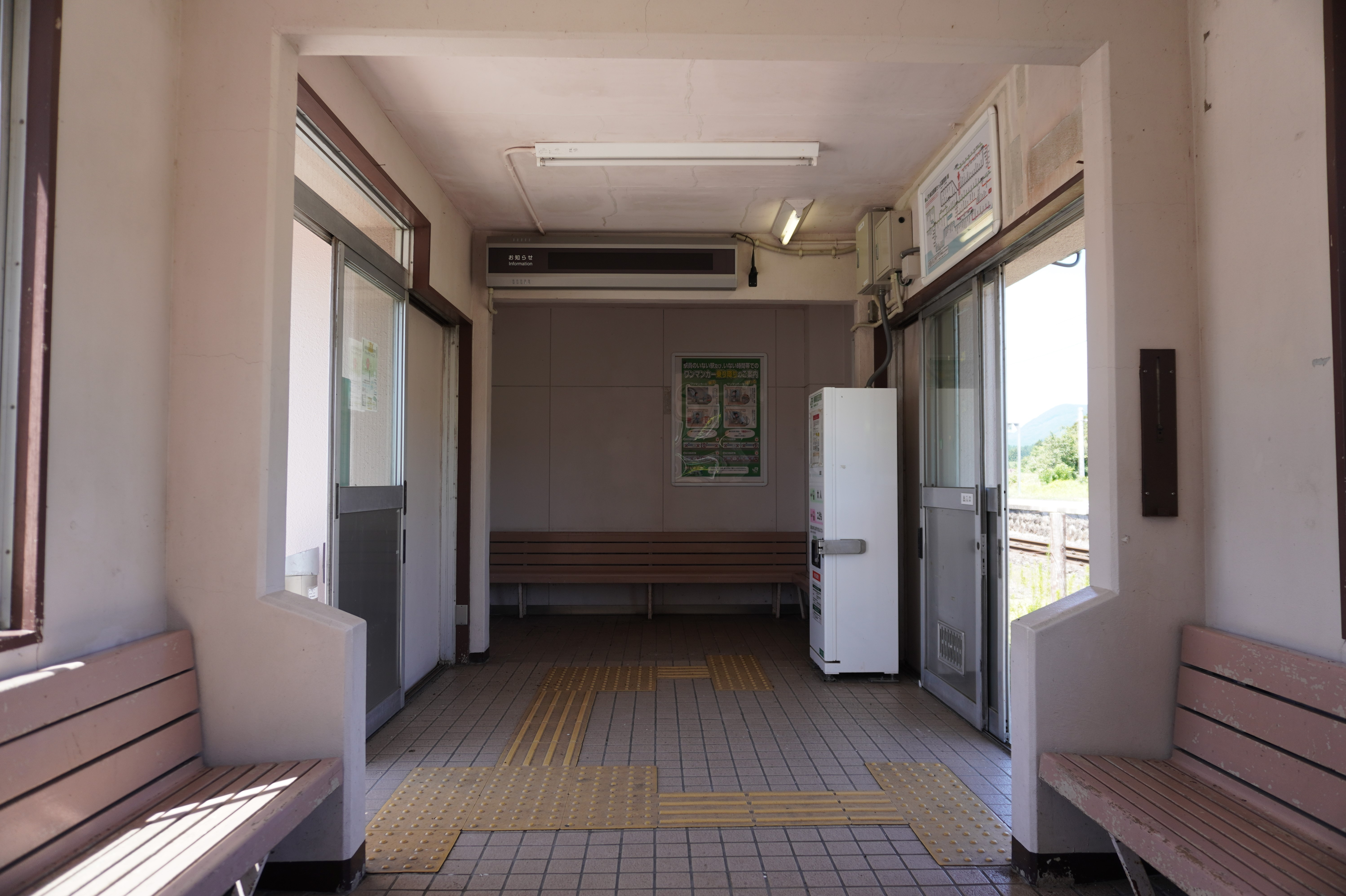
車站內部(2023年7月)

## 車站結構

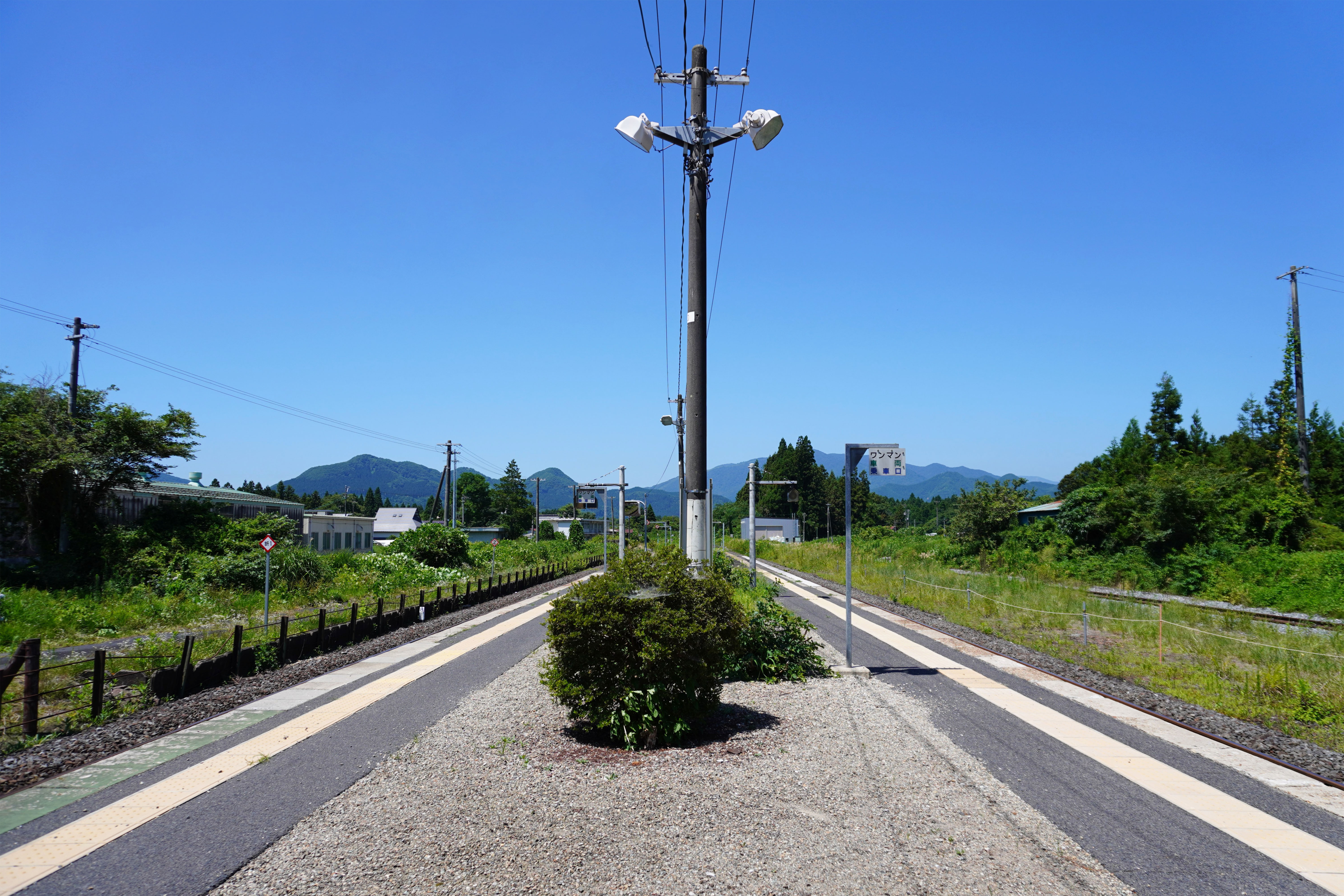
月台(2023年7月)

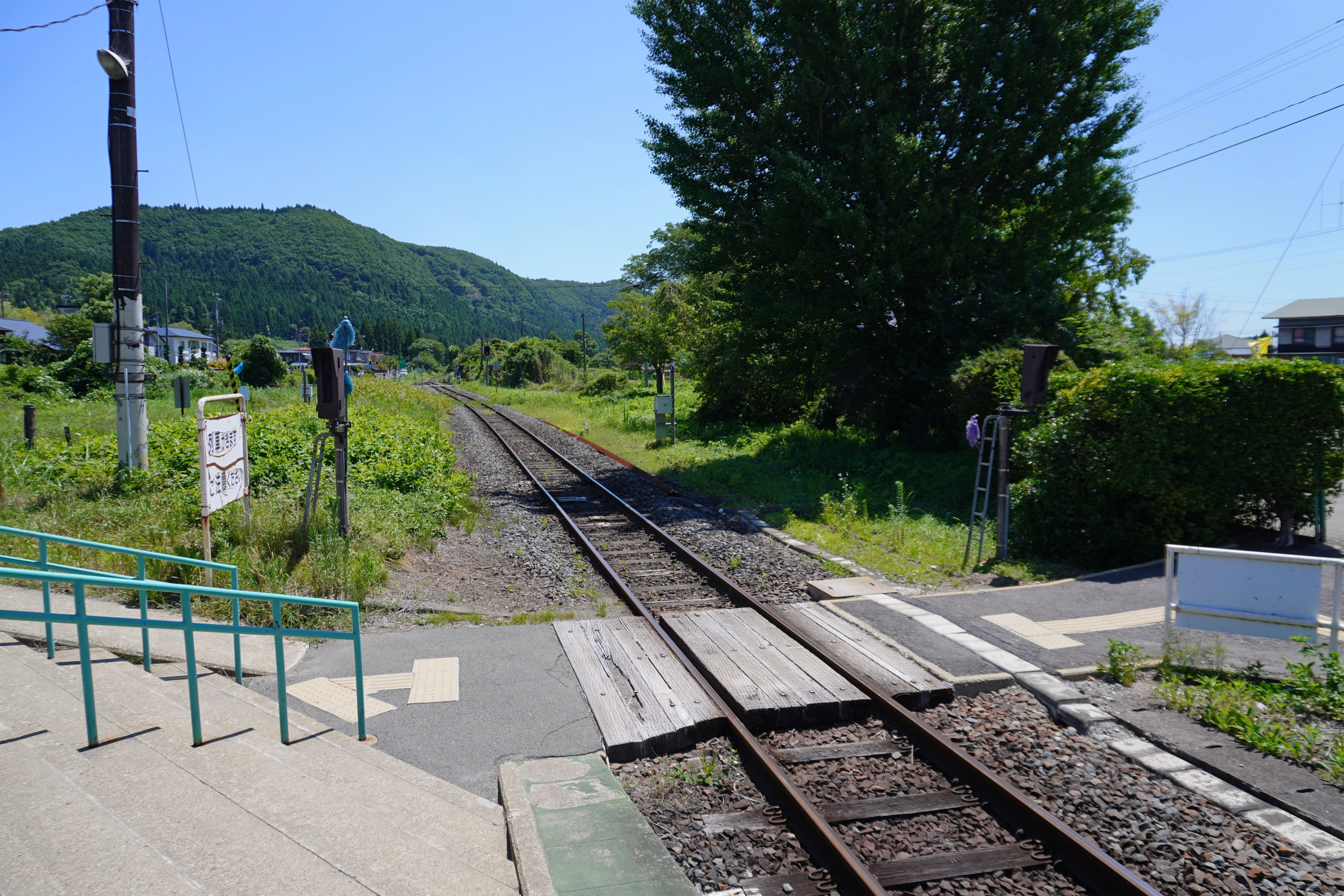
平交道(2023年7月)

本站設有一座島式月台兩條乘車線，島式月台與車站之間仰賴站內的行人平交道作為連結。站內設有兩間候車室，自車站正面看過去靠西側的候車室原本是兼營簡易委託業務的車站賣店（Kiosk），但商店結束營業後便解除簡易委託機制，並改裝成候車室。
站前設有一面積不小的站前廣場，附近住宅林立。1914年啟用時原名川渡的本站是鄰近地區擁有悠久歷史的川渡溫泉之主要進出玄關，因此在1997年時為強化其觀光價值而更改成目前的站名。

### 月台配置
| 月台 | 路線      | 方向 | 目的地           |
| ---- | --------- | ---- | ---------------- |
| 1    | ■陸羽東線 | 下行 | 鳴子溫泉、新方向 |
| 2    | ■陸羽東線 | 上行 | 古川、小牛田方向 |

## 相鄰車站
東日本旅客鐵道
■陸羽東線
池月－川渡溫泉－鳴子御殿湯

## 外部連結
- 川渡溫泉車站（JR東日本） （页面存档备份，存于）（日語）

38°44′12.02″N 140°46′48.13″E / 38.7366722°N 140.7800361°E